# Ute Stange
Ute Stange, née le 2 avril 1966 à Heubach, est une rameuse allemande.

## Biographie
Ute Stange remporte la médaille d'or de huit aux Jeux olympiques d'été de 1988 à Séoul sous les couleurs de l'Allemagne de l'Est. Quatre ans plus tard, sous les couleurs de l'Allemagne réunifiée aux Jeux olympiques de Barcelone, elle remporte la médaille d'argent en huit. Elle termine huitième de la même épreuve aux Jeux olympiques d'été de 1996 à Atlanta. 
Elle fait partie de l'équipe de huit médaillée d'argent aux Championnats du monde d'aviron 1985 et aux Championnats du monde d'aviron 1986, médaillée de bronze aux Championnats du monde d'aviron 1990 et médaillée d'or aux Championnats du monde d'aviron 1994.